# Copa Racer
La Copa Racer (llamada en su primera temporada Copa Cooper) es un campeonato monomarca de automovilismo disputado en España organizado por E2P Events.

## Historia
El campeonato estaba planeado inicialmente para debutar en 2020 a cargo de Lurauto. Tras diversas problemáticas causadas principalmente por la pandemia de Covid-19, se estrena en 2021 a cargo de E2P. El proveedor de neumáticos es Michelin y su principal patrocinador durante la primera temporada fue la marca de móviles Poco.
2021 vivió grandes incógnitas, con hasta 20 coches y casi el doble de pilotos inscritos en algunas rondas, 5 parejas y Alejandro Romero que pilotaba en solitario, se disputaron el título de campeón. Finalmente José Manuel de los Milagros venció, su compañero Smörg no pudo acompañarlo en esta azaña al perderse la ronda de Motorland Aragón. En el trofeo al mejor Rookie Nacho Rodríguez venció a la otra pareja favorita, la del expiloto de karting Aythor Fababú y el madrileño debutante Óscar Aparicio. En 2022 tras un gran duelo durante la temporada con la dupla Tony Albacete y Rafa Muncharaz, Álvaro Rodríguez Sastre y Nacho Rodríguez se hicieron con el campeonato en la última ronda, mientras que Miguel Tobar, ganó el trofeo como mejor rookie dedicado precisamente a la memoria de su hijo. En 2023 Álvaro Vela y el Sebastián Villadary se proclamaron vencedores del certamen tras ser muy regulares en todas sus participaciones y siempre terminando en el top 5. Alejandro Barambio que contó con la ayuda de Tony Albacete en la segunda parte del campeonato y los hermanos Gruau completaron el top tres. La temporada adoptó el sistema de tres carreras por fin de semana testeado en 2022 como fijo, y a mediados de año se anunció la introducción del BMW M2 CS Cup como opción superior de cara a la nueva temporada.
En 2024 los hermanos Antonio y Ana Sainero se llevaron el campeonato principal, ya usando los nuevos BMW, convirtiéndose Ana en la quinta mujer en ganar un campeonato/copa de automovilismo nacional en España. Entre los Minis, Óscar Aparicio por fin consiguió campeonar en su cuarta temporada, con Francisco Braco como compañero. La dupla batalló durante 2025 con la pareja balear formada por Luis Maurice y Nahuel Pozzuto.

## Formatos

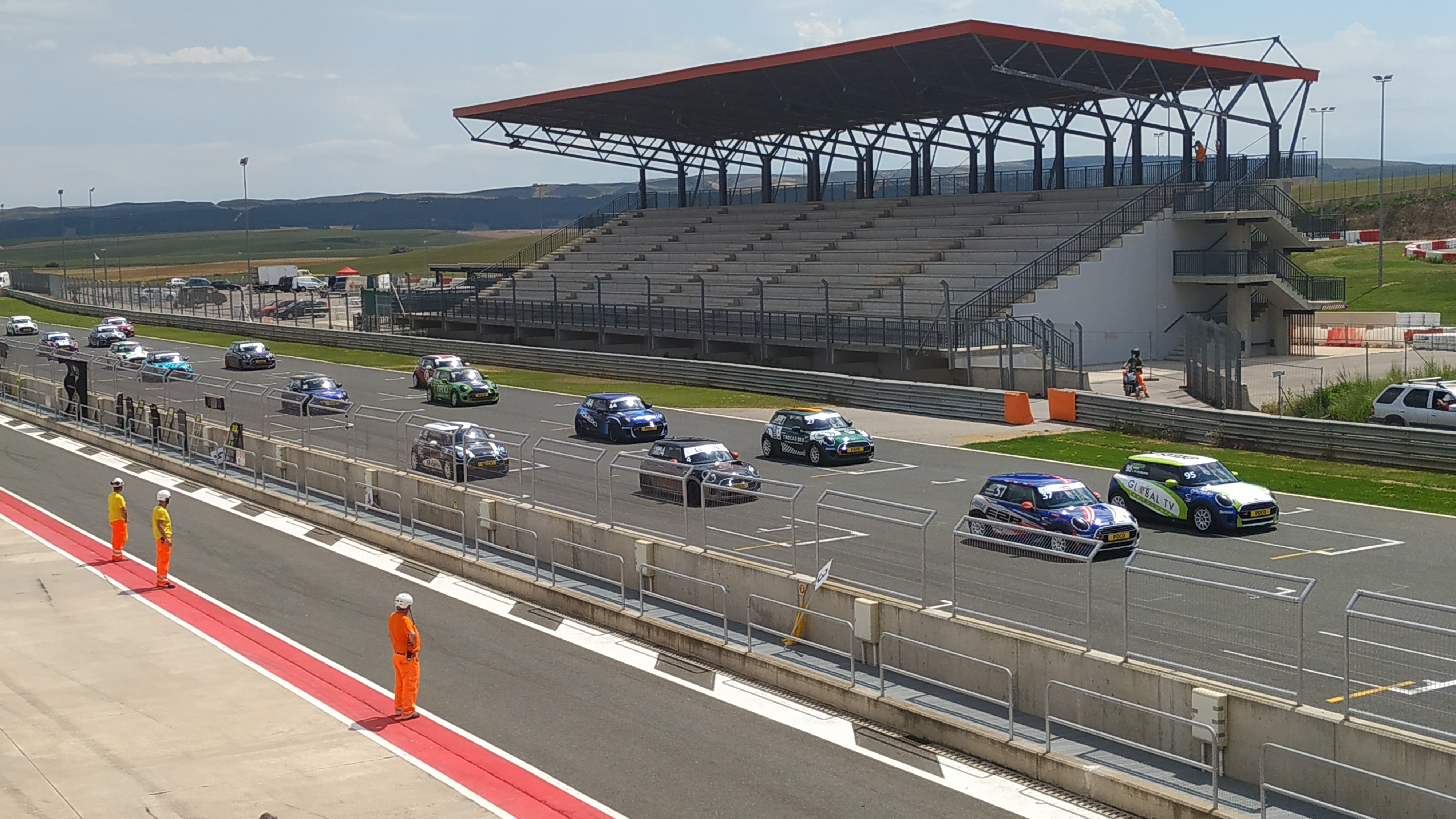
Salida de una de las carreras de la Copa Cooper en el Circuito de Navarra

La competición está diseñada a dos pilotos por coche, aunque también puede participar uno individual. Antes de la primera sesión del cada ronda, cada equipo deberá definir quien es su piloto 1 y su piloto 2. Hasta la tercera temporada, los pilotos que habían competido con anterioridad en menos de cinco carreras en cualquier otra competición de automovilismo profesional, puntuaban para el Trofeo Sergio Tobar al mejor novato. 
Formato A (Usado hasta 2022)
- Dos sesiones de entrenamientos libres de 40 minutos
- Una sesión de entrenamientos entrenamientos oficiales de: 15' para el piloto 1 para definir la primera parrilla, 5' para cambiar y 15' para el piloto 2 para definir la segunda parrilla.
- Carrera 1 45' + 1 vuelta con el Piloto 1 empezando (cambio de piloto obligatorio entre el minuto 20 y 30)
- Carrera 2 45' + 1 vuelta con el Piloto 2 empezando (cambio de piloto obligatorio entre el minuto 20 y 30)

Formato B (Usado a partir de 2023)
- Dos sesiones de entrenamientos libres de 40 minutos.
- Una sesión de entrenamientos entrenamientos oficiales de: 15' para el piloto 1 para definir la primera parrilla y otra de 15' para el piloto 2 para definir la segunda parrilla.
- Carrera Sprint 1 20' + 1 vuelta para el Piloto 1
- Carrera Sprint 2 20' + 1 vuelta para el Piloto 2
- Carrera Larga 45' + 1 vuelta (cambio de piloto obligatorio entre el minuto 20 y 30)

La parrilla de la carrera larga establecerá por el valor más bajo de la suma de las clasificaciones de las dos carreras sprint.

## Ficha técnica
- Nombre: MINI Cooper Copa
- Color: personalizado
- Cilindros/cilindrada: 3/1.499 cc
- Potencia: 120Kw (180 CV)
- Par máximo : 250 nm
- Velocidad máxima: 210 km/h
- Batalla: 2.495 mm

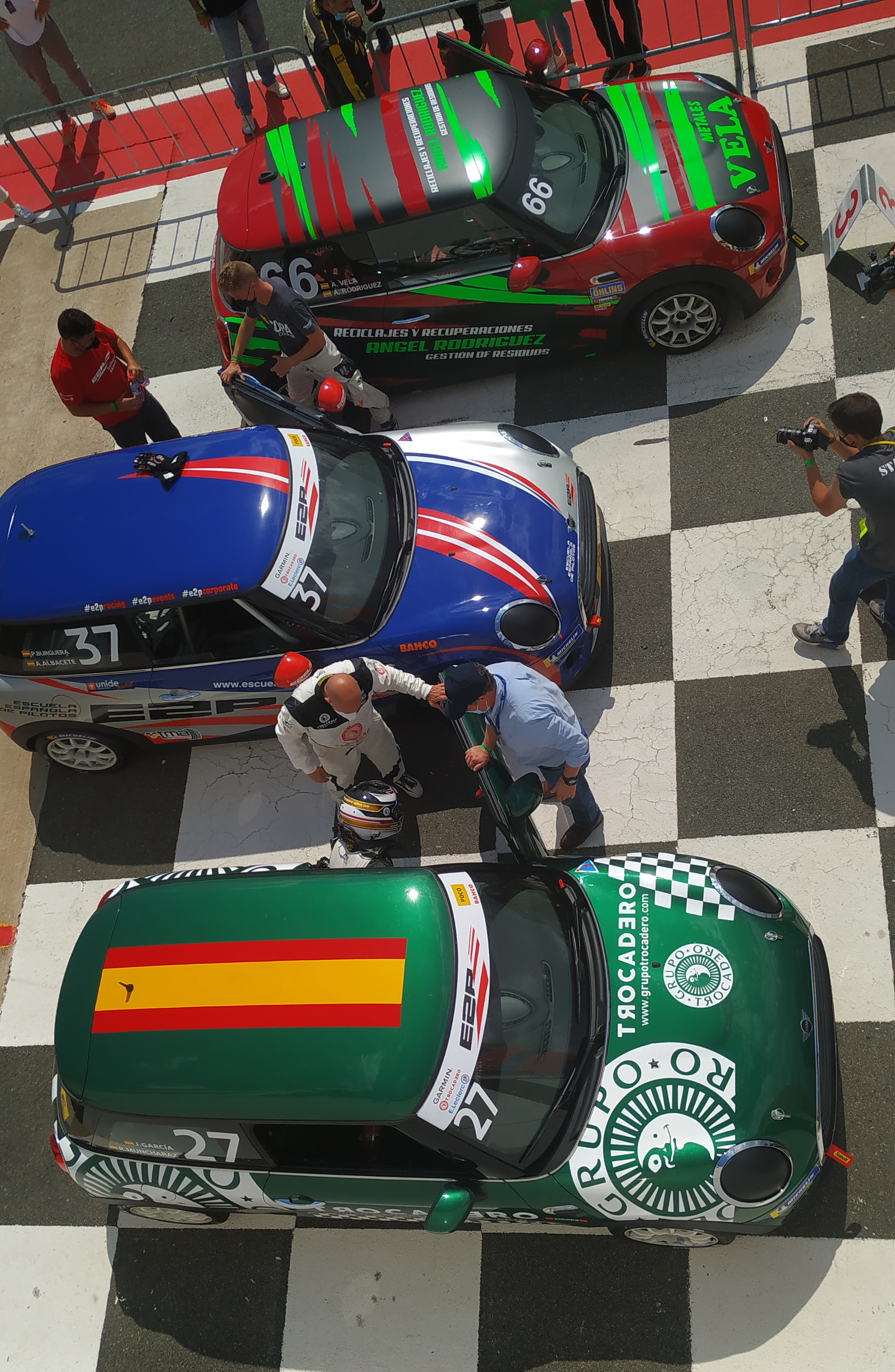
Tres primeros clasificados de una carrera de la Copa Cooper en el Circuito de Navarra

- Peso mínimo: 1.055 kg sin incluir pilotos

## Circuitos
- Circuito de Navarra (2021-2024)
- Jerez (2021-2024)
- Circuito Ricardo Tormo (2021-2024)
- Circuito de Estoril (2022-2024)
- Circuito de Barcelona-Cataluña (2022-2023)
- Circuito del Jarama (2021, 2024)
- Motorland Aragón (2021)

## Ganadores

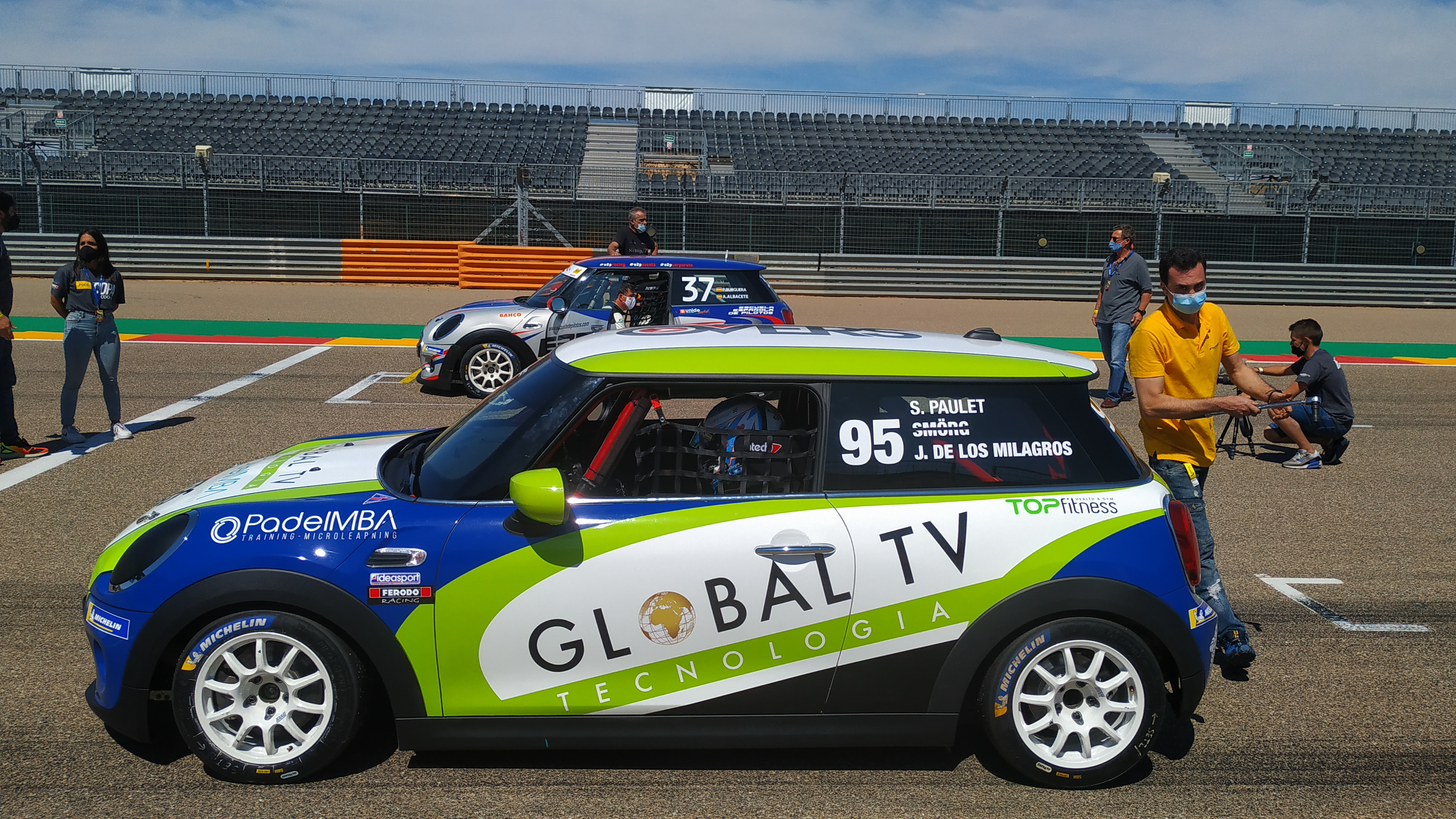
José Manuel de los Milagros, vencedor absoluto de la primera edición

| Año  | Campeonato de Pilotos              | Trofeo Sergio Tobar            | Trofeo de Equipos            |
| ---- | ---------------------------------- | ------------------------------ | ---------------------------- |
| 2021 | José Manuel de los Milagros        | Ignacio Rodríguez              |                              |
| 2022 | Álvaro Rodríguez Ignacio Rodríguez | Miguel Tobar                   | Lurauto Motorsport           |
| 2023 | Álvaro Vela Sebastián Villadary    | Sebastián Villadary            | PRM Racing                   |
|      | Racer GT                           | Racer Turismos                 | Trofeo de Equipos            |
| 2024 | Antonio Sainero Ana Sainero        | Óscar Aparicio Francisco Braco | GT: E2P Racing T: Speedy E2P |
| 2025 |                                    |                                | GT: T:                       |